# Kościół Narodzenia Najświętszej Maryi Panny w Rogach
Kościół Narodzenia Najświętszej Maryi Panny w Rogach – rzymskokatolicki kościół parafialny położony w miejscowości Rogi. Kościół należy do parafii Narodzenia NMP w Rogach w dekanacie Niemodlin, diecezji opolskiej.

## Historia kościoła
Pierwszy kościół w Rogach wzmiankowany był już w 1335 roku. W 1685 roku poświęcona została nowa drewniana świątynia, która służyła wiernym do roku 1903. Obecny kościół parafialny zbudowano w latach 1901–1903 w stylu neoromańskim, a ufundował go właściciel dóbr niemodlińskich, hrabia Fryderyk Praschma. Stary drewniany kościół przez 90 lat stał obok, a następnie w 1996 roku został rozebrany i przeniesiony do Muzeum Wsi Opolskiej, gdzie jest przechowywany w stanie rozmontowanym do dziś; natomiast część jego wyposażenia zasiliła zbiory Muzeum Diecezjalnego w Opolu.